# Festivalul Plai
 (mars 2013).
Festivalul Plai ("Le Festival Plai", intraduisible comme tel en français, Plai connote l’idée de plaine, champ) est un festival de musique ayant lieu chaque année, en mi-septembre à Timişoara, Roumanie. Le festival se tient à Muzeul Satului Bănăţean, un musée ethnographique en plein air. Mis à part la musique, le festival promeut également l'art et le multiculturalisme.